# 韋爾霍利斯西亞 (伊萬基夫區)
51°1′13″N 29°29′27″E / 51.02028°N 29.49083°E
韋爾霍利斯西亞（烏克蘭語：Верхолісся）是位於烏克蘭北部的村莊，由基辅州维什霍罗德区的伊萬基夫市鎮負責管轄。該村面積0.4平方公里，海拔高度167米，2001年人口32，人口密度每平方公里80人。